# ブレント・デ・シェン
ブレント・デ・シェン（Brent de Chene、1948年 - ）は、アメリカ合衆国及び日本の言語学者。現在、早稲田大学教育学部英語英文学科教授。

## 来歴
アメリカ合衆国カリフォルニア州生まれ。1970年ハーバード大学卒、1979年カリフォルニア大学ロサンゼルス校より博士号取得。1978年-1980年カリフォルニア大学サンタクルーズ校、1980年-1981年ミネソタ大学で言語学を教え、1981年来日。その後、津田塾大学・立教大学・宇都宮大学で教鞭を取り、1986年から早稲田大学で教鞭を取っている。
専門は形態統語論・形態音韻論であり、その中でも屈折形態論を対象にしている。

## 著書など
- First steps in English linguistics 英語言語学の第一歩 (2,5,6,9章) 影山太郎、日比谷潤子共著 くろしお出版 2003
- 英文法の再発見 研究社出版 1997
- 認知科学選書13　ことばからみた心　生成文法と認知科学(5章)  大津由紀雄編 東京大学出版会 1987
- The Historical Phonology of Vowel Length, Garland Publishing 1985